# Vinha da Rainha
Vinha da Rainha (dt.: Weinberg der Königin) ist eine Ortschaft und Gemeinde in Portugal.

## Geografie
Zusammen mit der Gemeinde Samuel bildet es die westliche Spitze des Kreises von Soure. Das überwiegend flache Land, durchflossen vom Rio Pranto, ist geprägt durch landwirtschaftliche und bewaldete Flächen.

## Geschichte
Seit 1494 ist Vinha da Rainha eine eigenständige Gemeinde. Von 1836 bis 1844 war sie dem damaligen Kreis von Abrunheira zugeordnet, um danach zu Verride, und seit der Verwaltungsreform 1853 schließlich zu Soure zu gehören.

## Kultur, Sport und Sehenswürdigkeiten
Die Associação Cultural, Desportiva e de Solidariedade da Freguesia da Vinha da Rainha (ACDSFVR, dt.: Verein für Kultur, Sport und Solidarität der Gemeinde Vinha da Rainha) ist mit seinen kulturellen Aktivitäten und seinen sozialen Einrichtungen (u. a. Altenpflegeheim und Kindergarten) ein bedeutender Faktor in der Gemeinde. Auch sein Sportverein ist in der Gemeinde von Bedeutung. Seine Fußballabteilung spielte Mitte der 1990er und der 2010er Jahre um den Aufstieg in die IIIª Divisão.
Die Volkstanz-Gruppe Rancho Folclórico da Vinha da Rainha und der Motorradclub (Grupo Motard) Os Cavaleiros da Rainha sind weitere aktive Vereine in der Gemeinde.
Die Kirche Igreja Matriz de Nossa Senhora da Graça ist älter, wurde aber im 18. Jahrhundert grundlegend umgestaltet. Die Altarretabel, Figuren und andere Gestaltungselemente weisen Merkmale des Barock auf. Auch die Capela de Nossa Senhora do Pranto, in Pedrógão do Pranto, beherbergt sehenswerte Darstellungen aus dem 17. Jahrhundert, zum Teil aus der Schule von Coimbra.
In der Gemeinde wurden ehemals Kalköfen betrieben, deren Ruinen zu sehen sind, vor allem Forno da Cal. Ebenso zu sehen sind das verfallende Gebäude des ehemaligen, regional bedeutenden Priesterseminars Quinta do Seminário.

## Verwaltung
Vinha da Raínha ist eine Gemeinde (Freguesia) im Kreis (Concelho) von Soure, im Distrikt Coimbra. Am 19. April 2021 hatte die Gemeinde 1215 Einwohner auf einem Gebiet von 20,4 km².

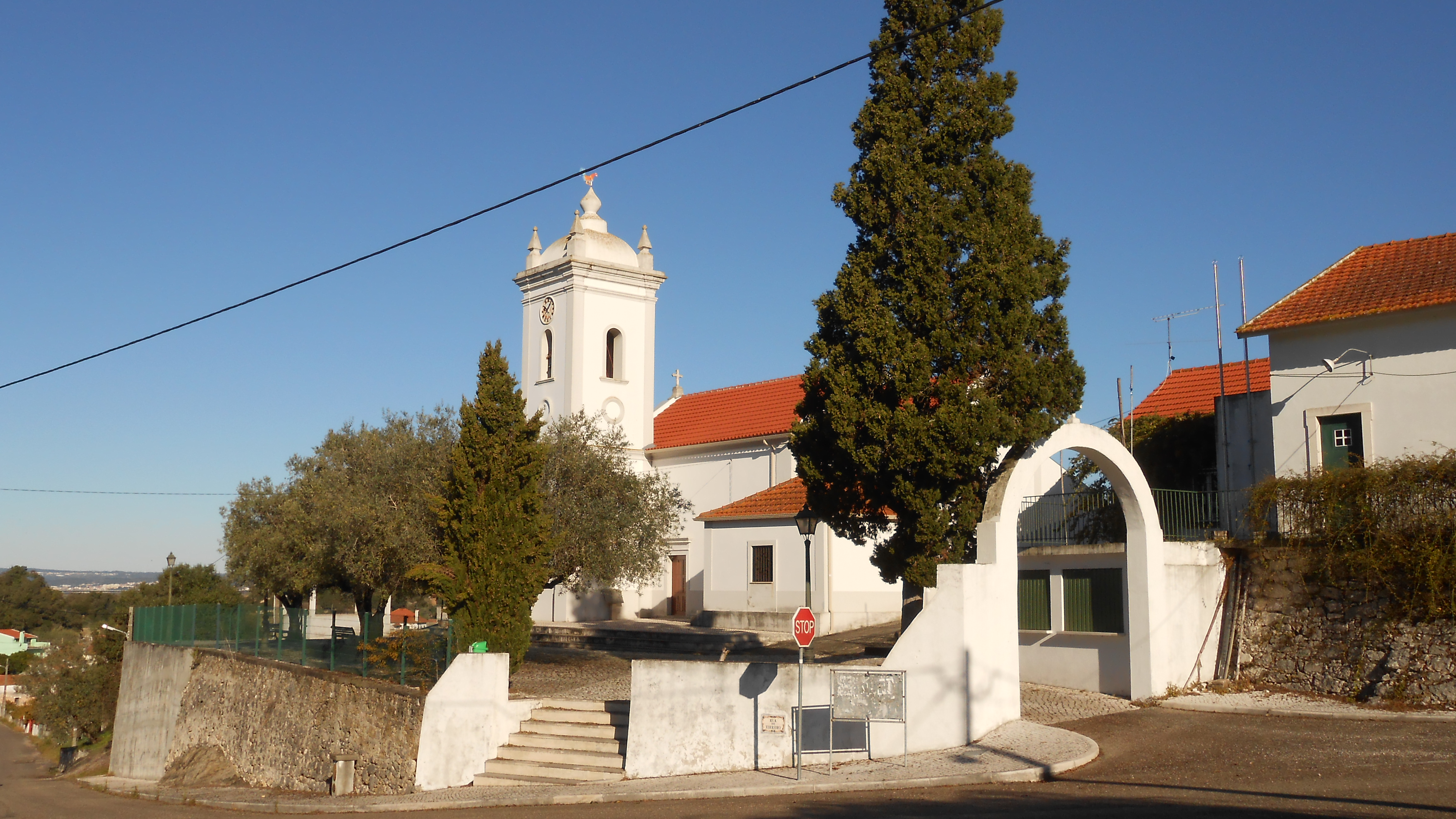
Die Kirche von Pedrógão do Pranto

In der Gemeinde liegen folgende Ortschaften:
| - Barreiras - Cabeça Carvalha - Carrascal - Casal de Almeida - Casal dos Bacelos | - Feixe - Formigal - Mira Olhos - Pedrógão do Pranto - Porto Godinho | - Queitide - Saca Bolos - Salguinheiras - Vale de Pedras - Vinha da Rainha |

## Wirtschaft
Landwirtschaft ist weiterhin ein bedeutender Faktor im Gemeindegebiet. Dazu existiert in der Ortschaft Queitide mit dem Polo Industrial de Queitide ein Gewerbebetrieb mit Industrie- und Logistikbetrieben.
Das Heil- und Thermalbad Termas da Azenha existierte seit 1711 und schloss Mitte des 20. Jahrhunderts. Seit dem Jahr 2000 wird es wieder als Hotel mit Spa und Ferienwohnungen von einer niederländischen Familie betrieben.